# ビルニン・ケビ
ビルニン・ケビ(Birnin Kebbi)はナイジェリア北西部のケビ州の州都。
グワンドゥ首長国の首都でもある。
2012年の人口は約12.6万人。
ハウサ人とフラニ人が殆どで、宗教はイスラム教が多数派である。

かつてはケビ首長国の首都だったが、1831年にグワンドゥ首長国に征服され、首都はアーガングに移った。

## 地理
ソコト川沿いに位置する。

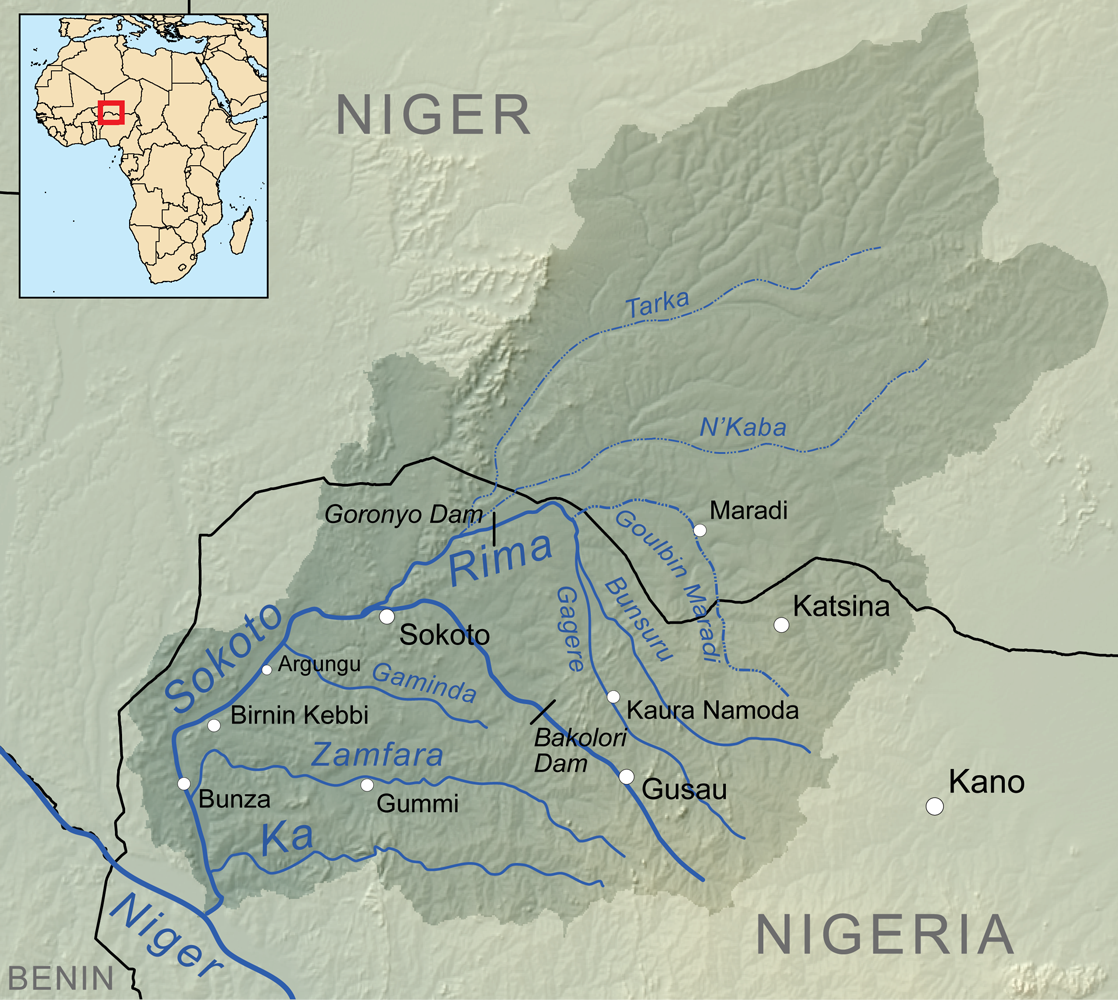
ソコト川流域

北東45kmにアーガング、南東35kmにジェガ、南東45kmにブンザが有る。